# Elaine Trepper
Elaine Trepper là một chính trị gia Namibia. Vào tháng 12 năm 2010, cô đã tuyên thệ nhậm chức thị trưởng của Windhoek. Trepper là thị trưởng thứ 9 và là nữ thị trưởng da đen đầu tiên của thành phố và thủ đô lớn nhất Namibia. Thành viên của SWAPO, Trepper đã thay thế thành viên SWAPO Matthew Shikongo.
Với tư cách là thị trưởng, Trepper đã vận động thành công chính phủ quốc gia để có tiền kết nối một số khu định cư không chính thức của Windhoek trong Khu vực bầu cử Tobias Hainyeko với lưới điện, nói rằng vào thời điểm đó, các quan chức của Windhoek "tuyên bố công khai ý định của chúng tôi trong việc đảo ngược những năm tháng bị bỏ rơi và đau khổ. chi phí khu vực ".